# Корсвандт
Корсвандт (нем. Korswandt) — община в Германии, в земле Мекленбург-Передняя Померания.
Входит в состав района Восточная Передняя Померания. Подчиняется управлению Узедом-Зюд.  Население составляет 550 человек (на 31 декабря 2010 года). Занимает площадь 12,81 км².